# Les Étranges Noces de Rouletabille (Rouletabille à la guerre II)
Les Étranges Noces de Rouletabille est un roman d’aventures de Gaston Leroux. C'est la deuxième partie de Rouletabille à la Guerre, paru initialement en feuilleton dans Le Matin en 1914. Il s'agit de la cinquième aventure de la série des Rouletabille.

## Historique
Le récit dans son intégralité (Rouletabille à la guerre) paraît en 134 feuilletons dans le journal Le Matin du 28 mars au 2 août 1914. Cette parution est interrompue par la déclaration de la Première Guerre Mondiale. Elle ne reprendra que le 18 octobre pour s'achever le 24 octobre 1914.
Le roman ne sera repris en volume chez Pierre Lafitte qu'en 1916. Le récit est définitivement découpé en 2 parties.

## Résumé
La suite directe de Le Château noir a comme question les noces entre Rouletabille et sa bien-aimée Ivana (appelée Johanna dans le feuilleton).

## Éditions
- Pierre Lafitte, 1916 (BNF 35006236)
- Le Point d'interrogation, 1932 (BNF 32376087)
- Éditions Robert Laffont, intégrale Gaston Leroux, tome 3, 1962 (BNF 33077481)
- Éditions Robert Laffont, collection « Bouquins », Les aventures extraordinaires de Rouletabille, reporter, tome 1, 1988 (BNF 34960196)